# Alfredo Lisboa (engenheiro)
Alfredo Antônio Simões dos Santos Lisboa (Embaixada do Brasil na Bolívia, 31 de março de 1847 - Rio de Janeiro, 16 de setembro de 1936) foi um engenheiro brasileiro.
Bacharelado em Matemática e Filosofia pela Universidade de Coimbra em 1871, formado em Engenharia pela Universidad de Grand, na Bélgica em 1873. Dedicou-se, no Brasil, à Engenharia Hidráulica.

## Atuações no Serviço Público como engenheiro
- Chefe de Seção da E. F. D. Pedro II (1881 - 1883)[1]
- Engenheiro da E. F. de Pernambuco (1884)[1]
- Engenheiro chefe da Comissão de Melhoramentos do Porto do Recife (1886 - 1890)[1]
- Engenheiro Chefe da Comissão de Saneamento de São Paulo (1896 - 1897)[1]
- Inspetor Federal de Portos, Rios e Canais (1915 - 1919)[1]

## Membro de Associações
- Clube de Engenharia do Rio de Janeiro
- Sociedade de Geografia do Rio de Janeiro
- Associação dos Engenheiros Civis de Londres
- Instituto Histórico e Geográfico Brasileiro (sócio honorário) [1]

## Obras publicadas
- Tabelas destinadas ao uso dos engenheiros na construção de estradas de ferro, Recife: Apolo, 1885
- Memória descritiva e justificativa do projeto de melhoramento do Porto de Recife Apresentado ao Exmo. Conselheiro Antônio da Silva Prado, Recife: Apolo, 1887
- Plano de reaparelhamento e modernização do Porto do Recife. Recife, s. e., 1904 [3]
- Estudo hidrográfico e meteorológico do Porto do Recife, RJ: I.N., 1915
- Crise do Porto de Santos, RJ: I.N., 1926
- Portos do Brasil, RJ: Atlas, 1927 [4] [5]